# Orci
Orci is een plaats (község) en gemeente in het Hongaarse comitaat Somogy. Orci telt 562 inwoners (2001).